# Königsbergs universitet

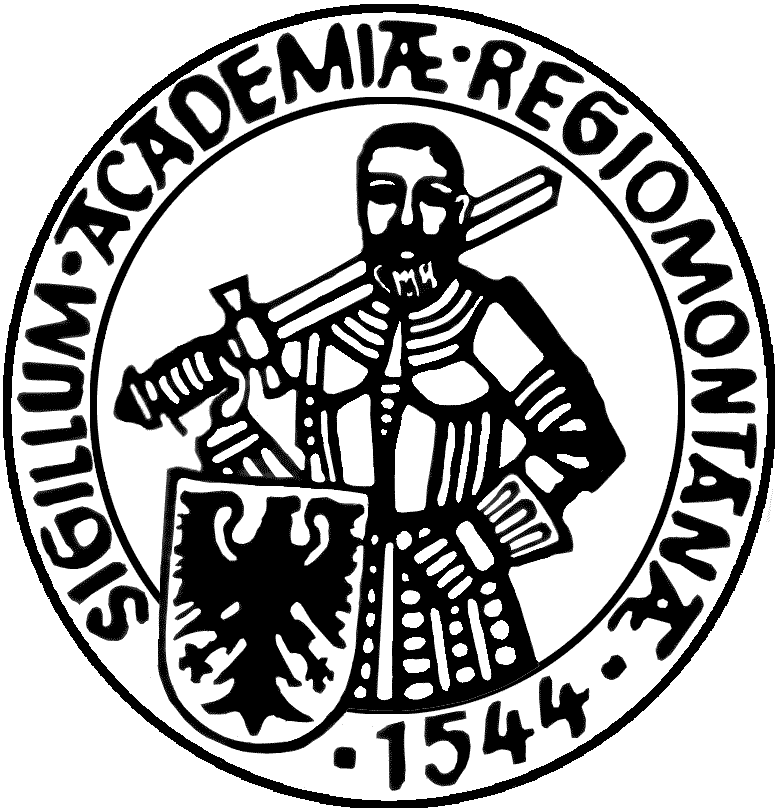
Königsbergs universitets sigill.

Königsbergs universitet, tyska Albertus-Universität Königsberg, var ett universitet i Königsberg. Det grundades 1544 av hertig Albrekt av Preussen och blev då det tredje protestantiska universitetet, efter Wittenbergs universitet och Marburgs universitet. Efter andra världskriget annekterade Sovjetunionen staden och universitetet stängdes. 1967 grundades Kaliningrads statliga universitet. 

## Personer

### Verksamma vid universitetet
Till universitetets mest berömda professorer räknas Immanuel Kant.

### Kända alumner
- Friedrich von Gentz, statsvetare och politiker.
- Christian Goldbach, matematiker.
- Johann Christoph Gottsched, författare och litteraturteoretiker.
- Johann Georg Hamann, filosof.
- Johann Gottfried Herder, författare och filosof.
- David Hilbert, matematiker.
- Theodor Gottlieb von Hippel den äldre, författare och politiker.
- E. T. A. Hoffmann, författare och kompositör.
- Gustav Robert Kirchhoff, fysiker.
- Fritz Albert Lipmann, biokemist och nobelpristagare.
- Michail Miloradovitj, rysk greve och general.
- Hermann Minkowski, matematiker.
- Theodor Oberländer, politiker.
- Clemens von Pirquet, läkare.
- Kirill Razumovskij, rysk greve och statsman.
- Theodor von Schön, politiker.
- Arnold Sommerfeld, matematiker och fysiker.
- Hermann Sudermann, författare och dramatiker.